# Quiers-sur-Bezonde
 Quiers-sur-Bezonde  es una población y comuna francesa, situada en la región de Centro, departamento de Loiret, en el distrito de Montargis y cantón de Bellegarde.

## Historia
La comuna se denominó Quiers-sur-Bézonde hasta el 31 de diciembre de 2022.

## Demografía
| 712 | 704 | 783 | 814 | 898 | 973 |
| Para los censos de 1962 a 1999 la población legal corresponde a la población sin duplicidades (Fuente: INSEE [Consultar]) |     |     |     |     |     |